# برنارد مانينغ
برنارد جون مانينغ (بالإنجليزية: Bernard Manning)‏ ممثل كوميدي إنجليزي وصاحب ملهى ليلي. (ولد في 13 أغسطس 1930 - وتوفي يوم 18 يونيو 2007)

## روابط خارجية
- برنارد مانينغ على موقع IMDb (الإنجليزية)
- برنارد مانينغ على موقع ميوزك برينز (الإنجليزية)
- برنارد مانينغ على موقع ديسكوغز (الإنجليزية)
- برنارد مانينغ على موقع قاعدة بيانات الفيلم (الإنجليزية)